# Quévy
Quévy (wa. Kévi) – miejscowość i gmina w południowej Belgii, w Regionie Walońskim, w prowincji Hainaut, w okręgu Mons. Według Dyrekcji Generalnej Instytucji i Ludności, 1 stycznia 2024 roku gmina liczyła 8168 mieszkańców.

## Podział administracyjny
W skład gminy wchodzi dziesięć dzielnic (section):
- Asquillies
- Aulnois
- Blaregnies
- Bougnies
- Genly
- Givry
- Gœgnies-Chaussée
- Havay
- Quévy-le-Grand
- Quévy-le-Petit